# Schlitzleitung

Eine Schlitzleitung mit dielektrischem Substrat (braun) und einseitiger Metallisierung (oft Gold) mit dem namensgebenden Schlitz.

Eine Schlitzleitung (englisch slotline), auch genannt Schlitzleiter, ist eine in der Hochfrequenz- (HF) und Mikrowellentechnik gebräuchliche Form eines planaren Wellenleiters. Sie stellt eine wichtige Ausführungsform einer Streifenleitung dar.
Eine andere Leitung mit ähnlich klingendem Namen, die mit einer Schlitzleitung nicht verwechselt werden darf, ist die geschlitzte Messleitung (englisch slotted line). Diese hat jedoch einen völlig anderen Aufbau und unterscheidet sich in Funktion und Verwendung wesentlich von der Schlitzleitung.

## Geschichte
Vorgeschlagen wurde diese damals neuartige Leitungsform im Dezember 1969 in einem sechsseitigen Fachartikel mit dem Titel Slot Line Characteristics (deutsch Schlitzleitungseigenschaften), der in den IEEE‑MTT (Transactions on Microwave Theory and Techniques) des US‑amerikanischen Institute of Electrical and Electronics Engineers (IEEE) erschien. Der Einleitungssatz des Abstract (Zusammenfassung) lautet:

“The slot line, a novel transmission line suitable for application to microwave integrated circuits, may be used in place of or in association with microstrip.”

„Die Schlitzleitung, eine neuartige Übertragungsleitung, die für die Anwendung in integrierten Mikrowellenschaltkreisen geeignet ist, kann anstelle von oder in Verbindung mit einer Microstrip verwendet werden.“

## Prinzip
Grundsätzlich kann man eine Schlitzleitung als eine planare (in eine Ebene gebrachte) Realisierungsform eines Rechteckhohlleiters auffassen, bei dem zwei Begrenzungsflächen (Seiten) weggelassen wurden, beziehungsweise die gedacht bis ins „Unendliche“ nach außen (nach oben und unten) verschoben wurden. Übrig bleiben die den Schlitz auf beiden Seiten begrenzenden metallischen Flächen. Diese haben in der Regel eine Ausdehnung in der Fläche, die groß ist gegenüber der Schlitzbreite s.

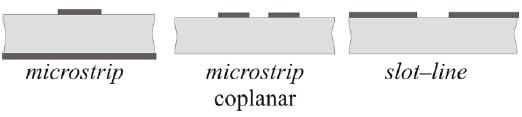
Microstrip (links) und slot-line (rechts) als duales Pendant. (In der Mitte eine Koplanarleitung.)

Das elektromagnetische Feld befindet sich im Wesentlichen in dem Schlitz und dessen naher Umgebung, hauptsächlich innerhalb des Substrats, kann aber aufgrund der offenen Struktur auch zu einem Teil in den „freien Raum“ abstrahlen (siehe auch: Skizze unter Weblinks). Im Gegensatz zu einem Hohlleiter (oder auch einer Koaxialleitung) ist ein Schlitzleiter kein geschirmter Wellenleiter.
Eine Schlitzleitung kann auch als duale Realisierungsform einer klassischen Microstrip-Leitung aufgefasst werden (Bild). Überall wo die eine Metall aufweist ist bei der anderen Luft und umgekehrt.

## Anwendung

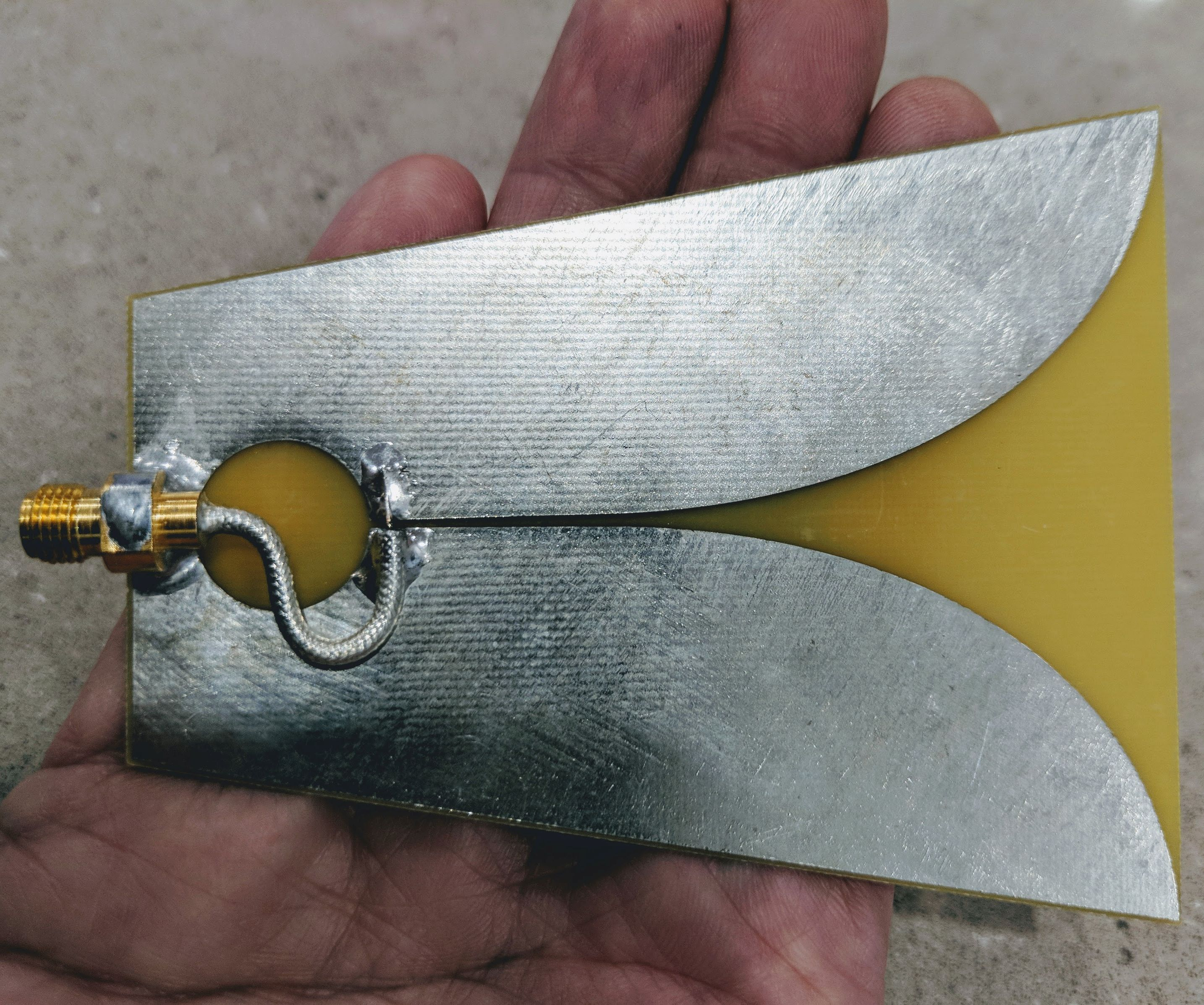
Vivaldi-Antenne mit hier sich nach rechts verbreiternder Schlitzleitung.

Schlitzleitungen finden vielfältige Anwendungen in Komponenten der HF- und Mikrowellenschaltungstechnik. Dazu gehören Oszillatoren, Verstärker, Mischer, Frequenzverdoppler und Antennen. Oft werden dabei Schlitzleitungen auch in Kombination mit anderen Streifenleitungen, hauptsächlich mit Microstrip-Leitungen verwendet.
Ein praktisches Beispiel der Kombination einer Koaxialleitung (als Einkoppelschleife) mit einer Schlitzleitung ist die Vivaldi-Antenne (Bild). Das planare „Antennenhorn“ wird hier durch eine Schlitzleitung gebildet, deren Schlitzbreite s sich exponentiell vergrößert, vergleichbar zu einem (flachgedrückten) Hornlautsprecher.

## Varianten

Variante Schlitzleitungen: (A) Standard, (B) antipodal, (C) bilateral.

Neben der einseitig metallisierten Standardausführungsform einer Schlitzleitung (A) gibt es Varianten (Bild)  mit Metallisierungen auf beiden Seiten des Substrats: (B) zeigt eine antipodale Schlitzleitung und (C) eine bilaterale Schlitzleitung. Letztere beiden haben den Vorteil, dass die Welle stärker im Substrat geführt wird und weniger in die Luft „streut“, aber den technischen Nachteil einer beidseitigen Metallisierung, die etwas aufwendiger herzustellen ist als eine nur einseitige.
Es gibt auch Schlitzleitungen, bei denen das Substrat entfällt, also sozusagen durch Luft ersetzt wird. Diese zeichnen sich dadurch aus, dass sie dispersionsfrei sind. Um hier die notwendige mechanische Stabilität zu erreichen, erfordern diese allerdings wesentlich dickere Metallplatten als Leiter, im Gegensatz zu den hauchdünnen Metallschichten (im Mikrometerbereich) der Schlitzleitungen, die ein Substrat als Träger verwenden.

## Finnleitung

Eine Schlitzleitung innerhalb eines Hohlleiters wird als Finline bezeichnet

Eine eigenständige Form stellt die Finnleitung (englisch finline) dar. Dabei wird eine Schlitzleitung in der Mitte der Breitseite eines Rechteckhohlleiters in Längsrichtung senkrecht montiert.